# Constitution des Tuvalu
Pour un article plus général, voir Politique des Tuvalu.
Lire en ligne

Consulter

La Constitution des Tuvalu est la loi suprême de l'État des Tuvalu.
En 2023 une commission parlementaire présidée par Simon Kofe propose des amendements à la Constitution. Approuvées par le Parlement en septembre, elles entrent en vigueur en octobre. Elles inscrivent dans la Constitution la perpétuité de la souveraineté tuvaluane même si le pays devenait inhabitable du fait du réchauffement climatique ; la suprématie des valeurs coutumières autochtones de consensus et de coopération par rapport aux droits et aux libertés individuels ; l'interdiction de la discrimination fondée sur le genre ou le handicap sauf lorsque ces discriminations se justifient par les « valeurs traditionnelles » tuvaluanes ; l'affirmation de l'identité chrétienne de la nation ; et la reconnaissance de l'autorité des falekaupule (en) (assemblées des anciens) de chaque île.

## Sources

## Compléments